# Parc solaire de Benban
Le parc solaire de Benban est une centrale solaire photovoltaïque mise en service en 2019 qui, lors de son fonctionnement à pleine capacité, a une puissance de 1 650 MWc, pour une production estimée à environ 3,8 TWh par an. Elle est située à Benban dans le gouvernorat d'Assouan, approximativement à 650 km au sud du Caire et à 40 km au nord-ouest d'Assouan.

## Construction
Lorsque sa construction fut achevée, elle était la plus grande installation solaire au monde,.
Le projet, dont le coût est estimé à 2 milliards de dollars américains, bénéficie d'un prêt de 653 millions de la Banque mondiale.
La Banque européenne pour la reconstruction et le développement (BERD), le principal bailleur de fonds avec 16 parcelles financées sur les 32 que compte le complexe, annonce en octobre 2019 l'achèvement de la construction.
Le producteur indépendant d’électricité norvégien Scatec Solar et ses partenaires connectent leur dernière centrale solaire photovoltaïque qui était encore en construction dans le complexe de Benban. Comme les cinq autres déjà en service, elle affiche une capacité de 65 MWc.
EDF Renouvelables annonce en octobre 2019 la mise en service de deux nouveaux parcs photovoltaïques de 65 MWc chacun à Benban. Ces deux centrales s’intègrent dans le complexe solaire de Benban qui totalisera près de 1 800 MWc. Le gouvernement égyptien s’est fixé comme objectif de produire 20 % d’énergie renouvelable à l’horizon 2020.